# Dion Fortune
Dion Fortune, pravim imenom Violet Mary Firth Evans (Llandudno, 6. prosinca 1890. – London, 8. siječnja 1946.), velška književnica, medij i okultistkinja. Pseudonim Dion Fortune uzela je prema obiteljskom sloganu "Deo, non fortuna" (lat. S Bogom, ne sudbinom).

## Životopis
Rodila se u Walesu u obitelji Arthura, pravnika i majke, kršćanske iscjeliteljice.
S dvadest godina doživjela je nervni slom, koji je prema njenom vlastitom kazivanju, psihičkim napadom uzrokovala njena poslodavka o čemu je pisala u knjizi Psihička samoobrana. Nakon toga počela se zanimati za psihoanalizu i okultizam.
S vremenom je prišla Teozofskom društvu i Hermetičkom redu Zlatne zore, te je počela pisati publikacije i knjige kojima je pridonijela razvoju zapadne hermetičke tradicije. Iza 1921. godine istupila je iz Zlatne zore i zajedno s istomišljenicima osnovala "Zajednicu unutarnjeg svijetla".

## Djela
- Ezoterična filozofija ljubavi i braka (The Esoteric Philosophy of Love and Marriage), 1924.
- "Mistična kabala" (The Mystical Qabalah), 1935.
- "Kozmička doktrina" (The Cosmic Doctrine), 1949.
- "Primijenjena magija" (Applied Magic), 1962.
- "Psihička samoobrana" (Psychic Self-Defense), 1971.
- "Glastonbury: Avalon srca" (Glastonbury: Avalon of the Heart), 1986.
- "Krug sile" (The Circuit of Force), s Garethom Knightom
- "Trening i rad inicijata" (The Training and Work of an Initiate), s Garethom Knightom
- "Uvod u ritualnu magiju" (An Introduction to Ritual Magic), s Garethom Knightom, 1997.
- "Što je okultizam?" (What Is Occultism?), 2001.
- "Mistična meditacija na kršćanskim korijenima" (Mystical Meditations on the Christian Collects), 2006.